# Condicionamento do medo
O condicionamento pavloviano do medo é um paradigma comportamental em que os organismos aprendem a prever eventos aversivos. Ele é uma forma de aprendizagem em que um estímulo aversivo (por exemplo, um choque elétrico) é associado com um determinado contexto neutro (por exemplo, uma sala) ou um estímulo neutro (por exemplo, um tom), resultando na expressão de respostas de medo ao estímulo ou contexto originalmente neutro. Isso pode ser feito através do pareamento do estímulo neutro com um estímulo aversivo (e.g., um choque elétrico, barulho alto ou odor desagradável.). Eventualmente, o estímulo neutro sozinho pode elicitar o estado de medo. No vocabulário do condicionamento clássico, o estímulo ou contexto neutro é o "estímulo condicional" (EC), o estímulo aversivo é o "estímulo incondicional" (EI) e o medo é a "resposta condicional" (RC). 

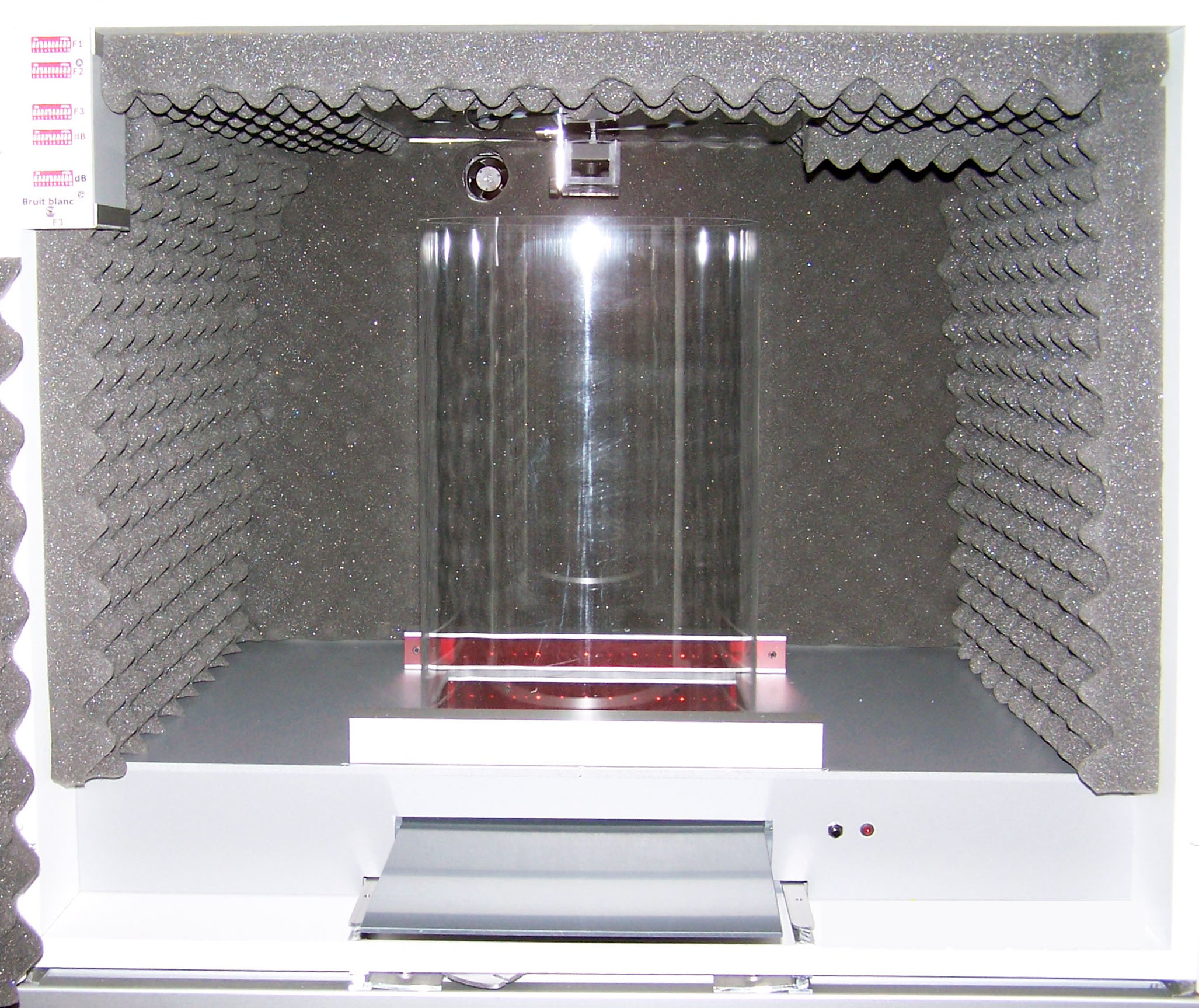
Aparato de condicionamento do medo para camundongos equipado com um som, um choque do pé e um sensor de atividade com feixes de luz para medir congelamento. O contexto do ambiente pode ser mudado. Esse aparato também é usado para estudos de TEPT.

O condicionamento do medo foi estudado em inúmeras espécies, desde caracóis a humanos. Em humanos, o medo condicionado é frequentemente medido por meio de um relato verbal e resposta galvânica da pele. Em outros animais, o medo condicionado é geralmente medido com congelamento (um período de imobilidade vigilante) ou alarme potenciado por medo (a amplificação do reflexo de alarme por um estímulo medonho). Mudanças na frequência cardíaca, na respiração e nas respostas musculares através de eletromiografia também podem ser usadas para medir o medo condicionado. Muitos teóricos têm argumentado que o medo condicionado coincide substancialmente com os mecanismos, tanto funcionais como neurais, de transtornos clínicos de ansiedade. Pesquisas sobre a aquisição, consolidação e extinção do medo condicionado prometem informar novos tratamentos psicoterápicos e baseados em remédios para uma matriz de condições patológicas como a dissociação, fobias e transtorno de estresse pós-traumático.
Cientistas descobriram que há um conjunto de conexões cerebrais que determinam como memórias de medo são armazenadas e recuperadas. Ao estudar a habilidade de ratos de recuperar as memórias de medo, pesquisadores descobriram que um circuito cerebral recentemente identificado está envolvido. Incialmente, o córtex pré-frontal pré-límbico (PL) e a amígdala basolateral (BLA) foram identificados no recuperação da memória. Uma semana depois, a amígdala central (CeA) e o núcleo paraventricular do tálamo (PVT), que são responsáveis pela manutenção das memórias de medo, foram identificados na recuperação da memória. Esse estudo mostra como há circuitos de mudança entre a recuperação de curto prazo e recuperação de longo prazo das memórias de medo. Não há mudança em comportamento ou resposta, apenas mudança no local onde a reposta foi recolhida.

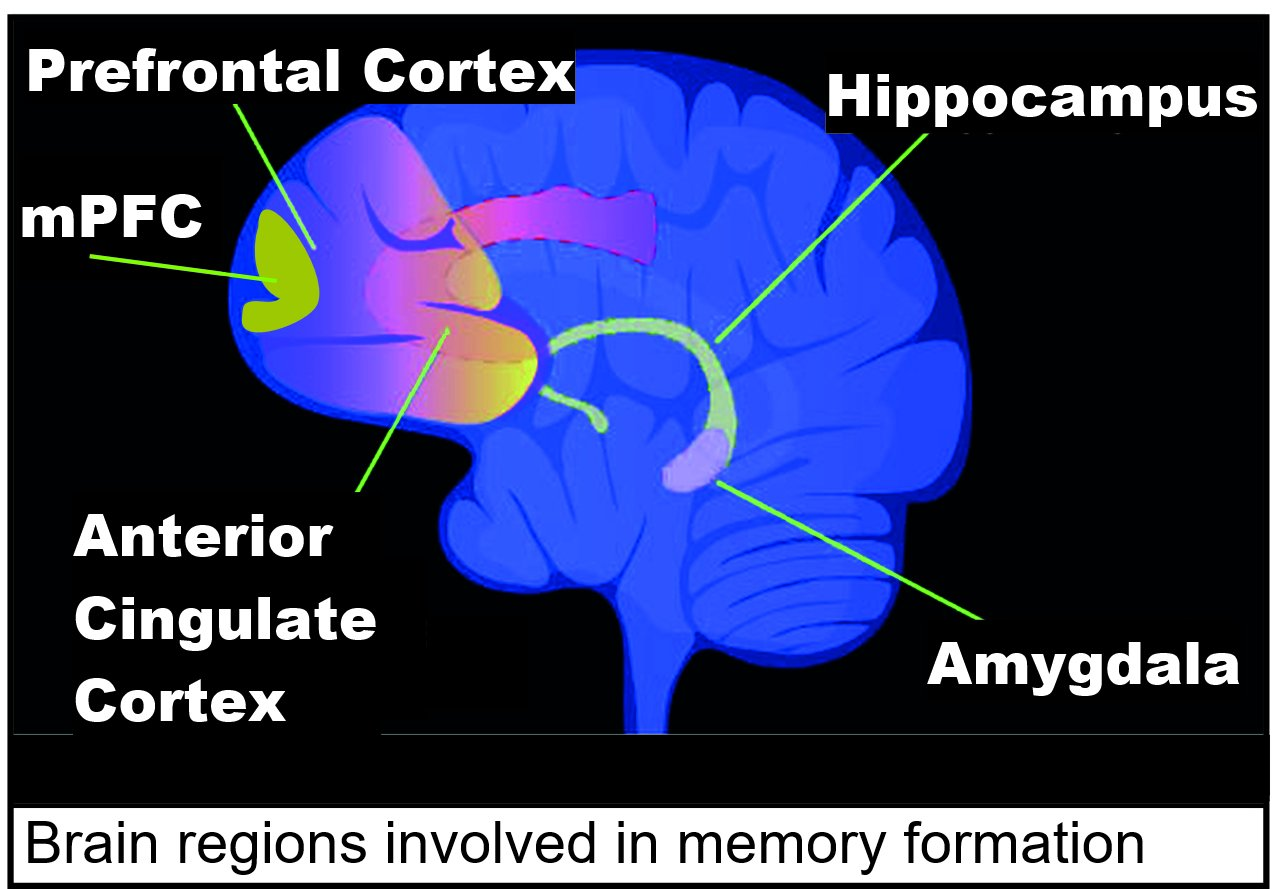
Regiões do cérebro envolvidas na formação de memórias, incluindo o córtex pré-frontal médio (mPFC)

Além da amígdala, o hipocampo e o córtex cingulado anterior são importantes no condicionamento de medo. O condicionamento do medo no rato é armazenado no hipocampo nos primeiros momentos, com alterações na expressão gênica hipocampal observadas em 1 hora e 24 horas após o evento. No camundongo, a expressão gênica alterada também é vista no hipocampo em uma hora e 24 horas após o condicionamento de medo. Essas mudanças são transientes nos neurônios do hipocampo, e quase nenhuma está presentes no hipocampo após quatro semanas. 4 semanas após o evento, a memória do evento condicionador de medo é armazenada mais permanentemente no córtex cingulado anterior.

## Neurobiologia

### Amígdala
Acredita-se que o condicionamento de medo depende de uma área do cérebro chamada amígdala. A amígdala é envolvida na aquisição, no armazenamento e na expressão de memórias de medo condicionado. Estudos de lesão revelaram que lesões perfuradas na amígdala antes do condicionamento de medo previnem a aquisição da resposta condicionada de medo, e lesões perfuradas na amígdala após o condicionamento causam o esquecimento de respostas condicionadas. Gravações eletrofisiológicas da amígdala demonstraram que células naquela região sofrem potencialização de longo prazo (LTP), uma forma de plasticidade sináptica que acredita-se estar por trás do aprendizado. Estudos farmacológicos, estudos sinápticos e estudos humanos também implicam que a amígdala é a principal responsável pelo aprendizado e memória de medo. Adicionalmente, a inibição de neurônios na amígdala perturba a aquisição de medo, enquanto a estimulação desses neurônios pode gerar comportamentos relacionados ao medo, como o comportamento de congelamento em roedores. Isso indica que o funcionamento adequado da amígdala é necessário tanto para o condicionamento de medo quanto o suficiente para a geração de comportamentos de medo. A amígdala não é exclusivamente o centro do medo, mas também uma área de resposta a vários estímulos ambientais. Diversos estudos mostraram que quando depara-se com um estímulo neutro imprevisível, a atividade da amígdala aumenta. Portanto, até em situações de incerteza, e não necessariamente de medo, a amígdala exerce um papel em alertar outras áreas do cérebro que encorajam respostas de segurança e de sobrevivência.
Em meados de 1950, Lawrence Weiskrantz demonstrou que macacos com lesões da amígdala fracassaram em evitar um choque aversivo, enquanto os macacos normais aprenderam a evitá-lo. Ele concluiu que uma função principal da amígdala era conectar estímulos externos com consequências aversivas. Posteriormente à descoberta de Weiskrantz, muitos pesquisadores usaram o condicionamento de evitação para estudar os mecanismos neurais do medo.
Josepth E. LeDoux tem sido instrumental para elucidar o papel da amígdala no condicionamento de medo. Ele foi um dos primeiros a mostrar que a amígdala sofre potencialização de longo prazo durante o condicionamento do medo, e que a ablação de células da amígdala perturba ambas a aprendizagem e a expressão do medo.

### Hipocampo
Alguns tipos de condicionamento do medo (por exemplo, contextual e vestigial) também envolvem o hipocampo, uma área do cérebro que acredita-se receber impulsos afetivos da amígdala e integrar esses impulsos com informação previamente existente para torná-la significativa. Alguns relatos teóricos de experiências traumáticas sugerem que o medo baseado na amígdala desvia do hipocampo durante estresse intenso e pode ser armazenado somaticamente ou como imagens que podem retornar como sintomas físicos ou flashbacks sem sentido cognitivo.
O hipocampo é uma das áreas do cérebro que sofre grandes alternações na expressão de genes após o condicionamento contextual do medo. O condicionamento contextual do medo aplicado a um rato causa a regulação positiva de aproximadamente 500 genes (possivelmente devido à desmetilação do DNA de sítios CpG) e a regulação negativa de aproximadamente 1000 genes (observou-se que estão correlacionados com a metilação do DNA em sítios CpG nas regiões promotoras) (veja Regulação da transcrição em aprendizado e memória).
24 horas após o evento, 9,17% dos genes nos genomas dos neurônios do hipocampo de rato esão diferencialmente metilados. O padrão de genes induzidos e reprimidos nos neurônios do hipocampo aparenta fornecer uma base molecular para a formação da memória transitória inicial do condicionamento contextual do medo no hipocampo. Quando um condicionamento contextual de medo similar foi aplicado a um camundongo, em uma hora após o condicionamento de medo contextual haviam 675 genes desmetilados e 613 genes hipermetilados na região do hipocampo do cérebro do camundongo. Essas alterações eram transitórias nos neurônios do hipocampo e quase nenhuma dessas alterações de metilação do DNA estavam presentes no hipocampo após quatro semanas. Porém, em camundongos sujeitos a condicionamento contextual do medo, após quatro semanas, haviam mais de 1000 genes metilados diferencialmente e mais de 1000 genes diferencialmente expressos no córtex cingulado anterior do camundongo, onde memórias de longo prazo são armazenadas.

### Mecanismos moleculares

#### Circuito intra-amígdala
Neurônios da amígdala basolateral são responsáveis pela formação da memória de medo condicionada. Esses neurônios se projetam para neurônios na amígdala central para a expressão de uma resposta de medo condicionado. Danos a essas áreas da amígdala resultariam na perturbação da expressão de respostas de medo condicionado. Lesões na amígdala basolateral demonstraram déficits severos na expressão de respostas de medo condicionado. Lesões na amígdala central mostraram déficits leves na expressão de respostas de medo condicionado.

##### Receptores NMDA e glutamato
Um dos principais neurotransmissores envolvidos na aprendizagem do medo condicionado é o glutamato. Foi sugerido que os receptores NMDA (NMDARs) na amígdala são necessários para a aquisição de memórias do medo, pois a perturbação da função do NMDAR perturba o desenvolvimento das respostas de medo em roedores. Ademais, a natureza associativa do condicionamento do medo é refletida no papel dos NMDARs como detectores coincidentes, onde a ativação do NMDAR requer despolarização simultânea por entradas de EI combinadas com ativação de EC concorrente.

## Ao longo do desenvolvimento
O aprendizado envolvido no medo condicionado, assim como a neurobiologia subjacente, muda dramaticamente desde a infância inicial, passando pela infância e adolescência, até a vida adulta e envelhecimento. Especificamente, os animais bebês mostram uma inabilidade de desenvolver associações de medo, enquanto seus correspondentes adultos desenvolvem memórias de medo muito mais prontamente.
Estudos prévios indicaram que adolescentes mostram aprendizado de extinção do medo prejudicado quando comparado a crianças e adultos. Esse achado pode ter implicações clínicas, já que um dos tratamentos mais amplamente usados para transtornos de ansiedade  é a terapia baseada na exposição, que baseia-se nos princípios da extinção do medo. Os mecanismos exatos subjacentes às diferenças de desenvolvimento da aprendizagem da extinção do medo ainda não foram descobertos, apesar de que foi sugerido que as diferenças na conectividade entre a amígdala e o córtex pré-frontal relacionadas à idade podem ser um dos mecanismos biológicos compondo as mudanças do desenvolvimento na aprendizagem da extinção do medo.

### Experiências prévias com o estresse
Um histórico de estressores que precede um evento traumático aumenta o efeito do condicionamento de medo em roedores. Esse fenômeno, chamado de Stress-Enhanced Fear Learning (SEFL), foi demonstrado em roedores ambos jovens (por exemplo, Poulos et al. 2014) e adultos (por exemplo, Rau et al. 2009). Os mecanismos biológicos subjacentes ao SEFL ainda não são claros, apesar de que eles foram associados a um aumento na corticosterona, o hormônio estressor, após o estressor inicial.